# トルルス・モーレゴード
トルルス・モーレゴード（Truls Carl Eric Möregårdh、2002年2月16日 - ）はスウェーデンの卓球選手。
TリーグはT.T彩たまの所属歴あり。

## 経歴
2019-20シーズンからTリーグに参戦し、T.T彩たまに所属している。
2019年、2021-2024年にはスウェーデン卓球選手権の男子シングルスで優勝した。現在4連覇、5度の優勝。。

## プレースタイル
右シェークハンド、両面裏ラバー、オールラウンド型。ラケットは「サイバーシェイプ」を使用する。様々な回転をかけることが得意で、センス溢れるプレースタイルを特徴とする。
基本的には前陣でピッチの早いプレーをすることが多く、打点の早い体格を生かした強烈なフォアハンドで得点を重ねている。また、バックハンドはボールの弾道の頂点付近でコンパクトに打球することで相手を中陣や後陣まで下げて、回り込んでのフォアドライブの攻撃に繋げている。
前陣でのプレーを得意としているが、後陣でのラリーも得意としている。後陣でのラリーではドライブやロビングだけでなく、カットでつなぐといった他のドライブ型の選手では見られないようなプレーも見られる。
また、サービスは順横回転系や巻き込みのサービスを中心に使用している。また、普段のサービスの構えからサービスを出す直前に左足と右足の場所を入れ替える逆足サービスでミドル付近からサーブを出すことで、相手のタイミングをずらすような他の選手にはなかなか見られないようなサービスをする。
一方で、レシーブではチキータはあまり多用せず、ツッツキやストップなどのレシーブから4球目攻撃をすることが多い。また、ストップやツッツキの振りを小さくさせてテイクバックをできるだけ同じにすることで、レシーブの長さやコースが分かりにくくさせている。

## 主な戦績
2017年
- 世界ジュニア卓球選手権 男子シングルス 準優勝

2019年
- ヨーロッパユース選手権 男子シングルス 優勝
- 世界ジュニア卓球選手権 男子シングルス 準優勝

2021年
- 世界卓球選手権 男子シングルス 準優勝

2024年
- パリオリンピック

男子シングルス 準優勝　
男子団体 準優勝
2025年
- 第58回世界卓球選手権個人戦

男子シングルス　銅メダル